# Artigues (Ariège)
Artigues település Franciaországban, Ariège megyében. Lakosainak száma 32 fő (2022. január 1.). Artigues Mijanès, Orlu, Le Pla, Rouze és Fontrabiouse községekkel határos.

## Népesség
A település népességének változása:
| Lakosok száma | 60   | 29   | 21   | 64   | 50   | 54   | 56   | 42   | 35   | 32   |
|               | 1968 | 1982 | 1990 | 2006 | 2013 | 2015 | 2017 | 2019 | 2020 | 2022 |